# Józef Przybyła
Józef Przybyła (* 29. Januar 1945 in Bystra; † 21. März 2009 in Buczkowice) war ein polnischer Skispringer.

## Werdegang
Przybyła startete ab 1963 bei der Vierschanzentournee. Bei der Vierschanzentournee 1963/64 in Partenkirchen und Innsbruck belegte er den 3. Platz und am Ende den 7. Platz in der Tournee-Gesamtwertung. In der Skisprung-Weltrangliste erreichte er in der Saison 1963/64 den vierten Platz. Ein Jahr später konnte er trotz nur noch einem dritten Platz in Innsbruck am Ende den fünften Platz in der Tournee-Wertung erreichen. Zuvor erreichte er bereits bei den Olympischen Winterspielen 1964 in Innsbruck von der Normalschanze den 18. Platz und von der Großschanze den neunten Platz. Bei der Vierschanzentournee 1966/67 konnte er sich mit Platz neun noch einmal unter den ersten zehn in der Gesamtwertung platzieren. Bei den Olympischen Winterspielen 1968 in Grenoble erreichte er von der Normalschanze den 27. und von der Großschanze den 14. Platz. Nachdem er 1970 noch die Springertournee der Freundschaft gewinnen konnte, beendete er 1971 seine aktive Skisprungkarriere.
In seiner Karriere gewann Przybyła insgesamt sechs Titel bei Nationalen Meisterschaften. So wurde er auf der Normalschanze 1964, 1966, 1967 und 1969 sowie auf der Mittelschanze 1964 und 1966 Polnischer Meister. Von der Großschanze wurde er 1965 Vizemeister.

## Erfolge

### Schanzenrekorde
| Ort           | Land       | Weite               | aufgestellt am | Rekord bis     |
| ------------- | ---------- | ------------------- | -------------- | -------------- |
| Innsbruck     | Österreich | 95,5 m (HS: 130 m)  | 5. Januar 1964 | 4. Januar 1968 |
| Bischofshofen | Österreich | 100,0 m (HS: 140 m) | 6. Januar 1964 | 6. Januar 1965 |